# Musée du quai Branly
Musée du quai Branly (česky Muzeum na nábřeží Branly) je muzeum mimoevropského umění v Paříži. Je zasvěceno umění z Asie, Afriky, Oceánie a severní i jižní Ameriky. Nachází se na levém břehu řeky Seiny na Quai Branly v 7. obvodu. Autorem stavby je architekt Jean Nouvel. Muzeum bylo otevřeno 20. června 2006 a v roce 2008 ho navštívilo téměř 1 400 000 návštěvníků. Muzeum vlastní na 300 000 uměleckých předmětů, z nichž je vystaveno asi 3500.

## Vznik muzea

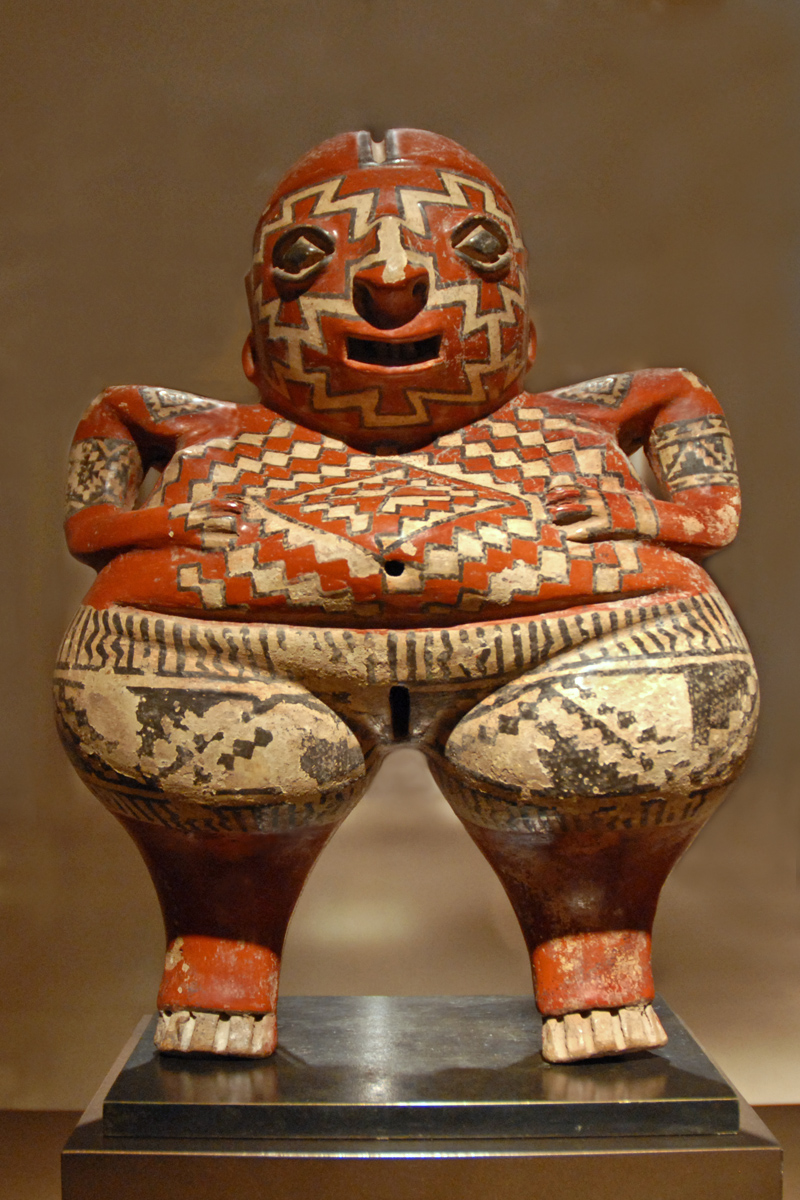
Keramická soška mexického ženského idolu Chupicuaro z doby 600-200 let př. n. l. (o výšce 31 cm) tvoří logo muzea

Jacques Kerchache (1942-2001), obchodník s uměním a specialista na africké umění, se pokoušel od počátku 90. let umístit sbírku tzv. primitivního umění (Umění přírodních národů) v muzeu Louvre. V roce 1990 se na ostrově Mauricius setkal s velkým obdivovatelem tohoto umění a pařížským starostou Jacquesem Chiracem, dostal od něj příslib, že takový projekt podpoří. Když byl roku 1995 Jacques Chirac zvolen francouzským prezidentem, svůj slib dodržel a požádal o otevření oddělení primitivního umění v Louvru. O rok později oznámil vvznik nového muzea, což se setkalo s odporem především v Muzeu člověka, které o tyto sbírky pečovalo a kde v roce 1999 také proběhla protestní stávka. Kritika byla namířena proti způsobu výběru a prezentace sbírek, sestavovaných primárně podle estetického hlediska namísto hledisek vědeckých geografických a historických. V roce 1999 byla vypsána architektonická soutěž na čtveřici nových spojených budov muzea, ve které zvítězil Jean Nouvel. V roce 2003 bylo uzavřeno Národní muzeum umění Afriky a Oceánie (Musée national des Arts Africains et Océaniens) a jeho sbírky byly určeny k přesunu z dosavadního paláce Palais de la Porte Dorée do nového muzea.
20. června 2006 nové muzeum slavnostně otevřel Jacques Chirac, inaugurace se zúčastnili též Kofi Annan, Rigoberta Menchú, Paul Okalik, Dominique de Villepin, Lionel Jospin, Jean-Pierre Raffarin nebo Claude Lévi-Strauss. Pro veřejnost bylo muzeum otevřeno 23. června. V roce 2009 se muzeum spojilo s dalšími třemi nedalekými muzei do asociace Colline des musées. Muzeum má statut veřejné instituce, je pod dvojí správu Ministerstva kultury a komunikací a Ministerstva vysokého školství a výzkumu. Je členem světové organizace muzeí ICOMOS.

## Budovy

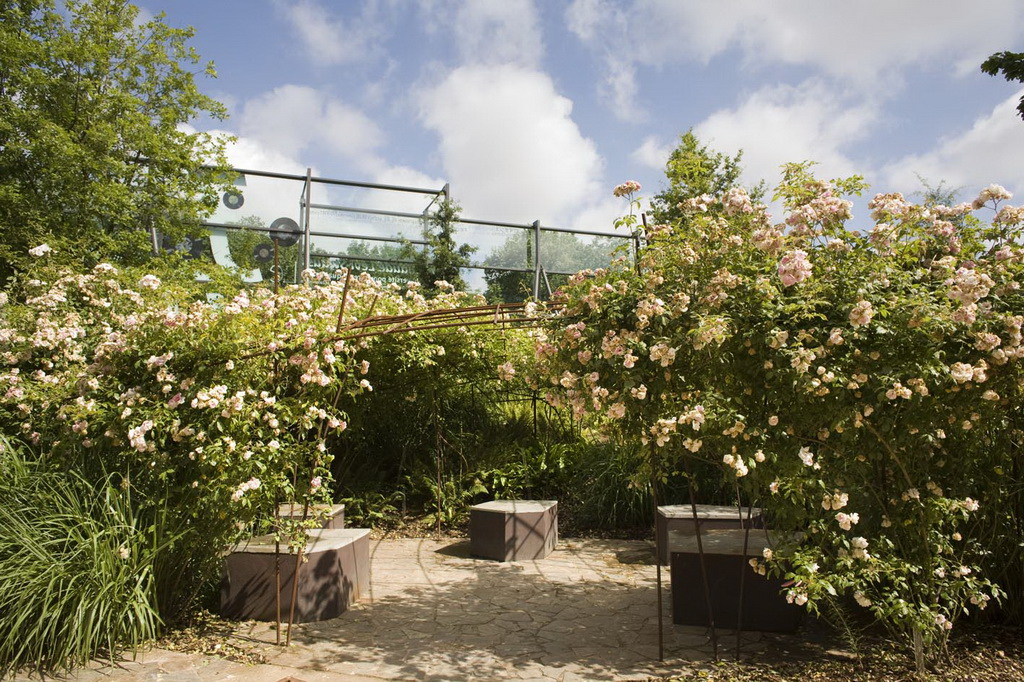
Zahrada u muzea

Muzeum má čtyři budovy o celkové ploše 40 600 m2. Jejich architektem je Jean Nouvel. Náklady na výstavbu přesáhly 233 miliónů eur.
- Hlavní budova zvaná Le pont-musée (Muzeum most) v sousedství Eiffelovy věže obsahuje výstavní prostory. Je obklopena zahradou o rozloze 18 000 m2, kterou navrhl zahradní architekt Gilles Clément. Ve vstupním atriu stojí 14 metrů vysoký totem z Britské Kolumbie.
- Budově Branly je sídlem správy muzea. Je pětipatrová, otočená k Seině na nábřeží Quai Branly, její fasáda (téměř 800 m2) je porostlá vegetací. Autorem je designér Patrick Blanc.
- Budova Université je nazvaná podle ulice Rue de l'Université vedoucí k univerzitě. Vstupní průčelí je na jižní straně. Zde se nachází knihkupectví, kanceláře a restaurátorské dílny.

## Sbírky

Půdorysný plánek muzea

Inventář muzea zahrnuje bývalé etnografické sbírky z Muzea člověka a z bývalého Národního muzea umění Afriky a Oceánie. Ze 300 000 děl je ve stálé expozici vystaveno zhruba 3500 objektů, některé se pravidelně obměňují. Jsou rozděleny podle kontinentů: Afrika, Asie, Oceánie a obě Ameriky. Vedle toho pořádá muzeum ročně kolem deseti dočasných výstav.
- Od dubna 2000 vystavuje Pavillon des Sessions, který je součástí muzea Louvre, 120 děl z muzea quai Branly.[1]
- V roce 2009 byla otevřena expozice Arktidy a Antarktidy.

Součástí muzea jsou:
- mediatéka s dokumenty pro uměleckohistorický, historický i geografický výzkum. Vznikla z knihovny Musée de l'Homme a má tři oddělení:
  - knihovna shromažďující monografie a periodika
  - ikonotéka obsahuje fotografie, tisky, grafiky a další obrazové dokumenty
  - muzejní a archivní dokumentace
- Divadelní a přednáškový sál Clauda Lévi-Strausse
- kavárna, restaurace a obchod

## Galerie

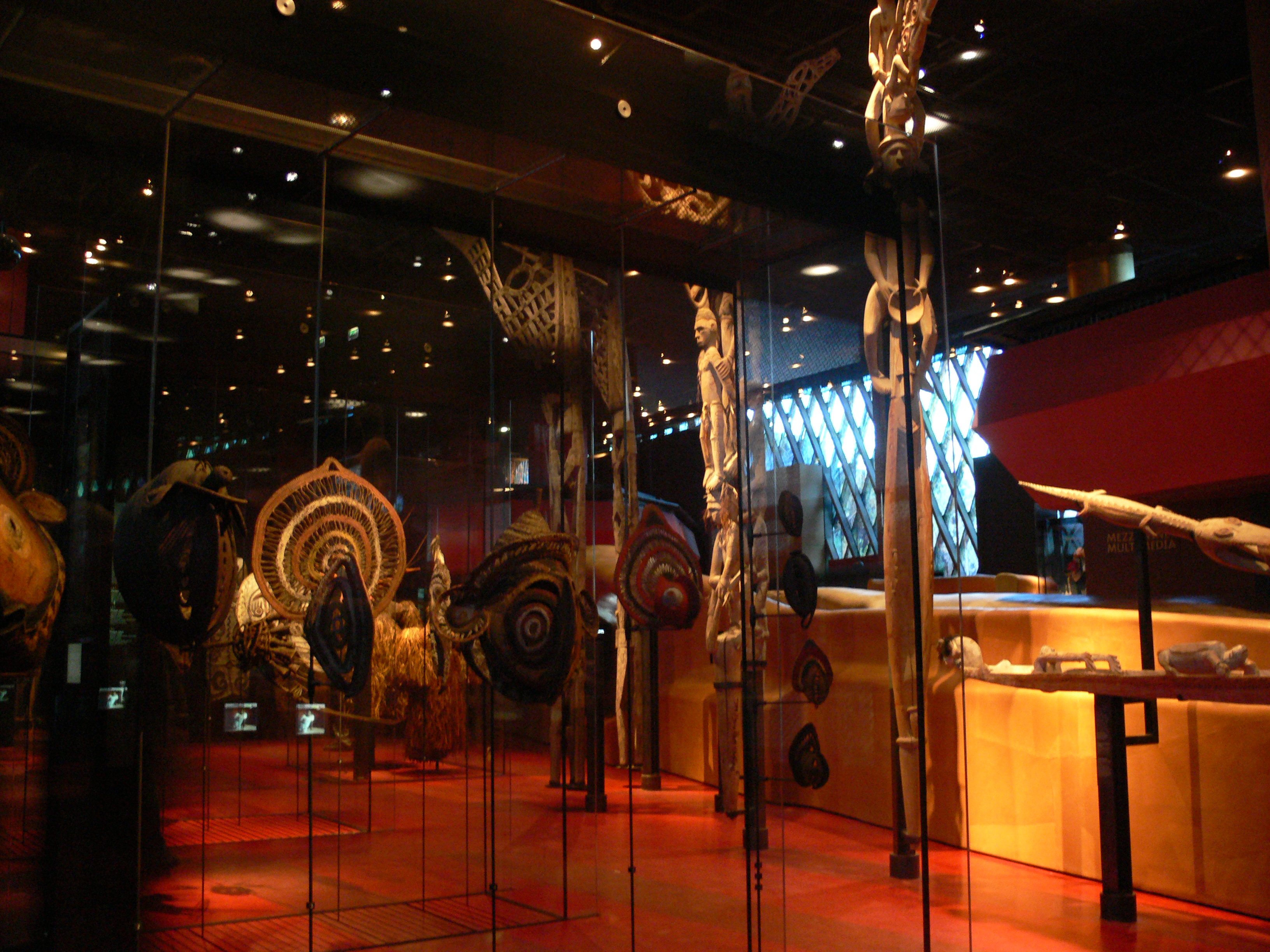
Sál Oceánie
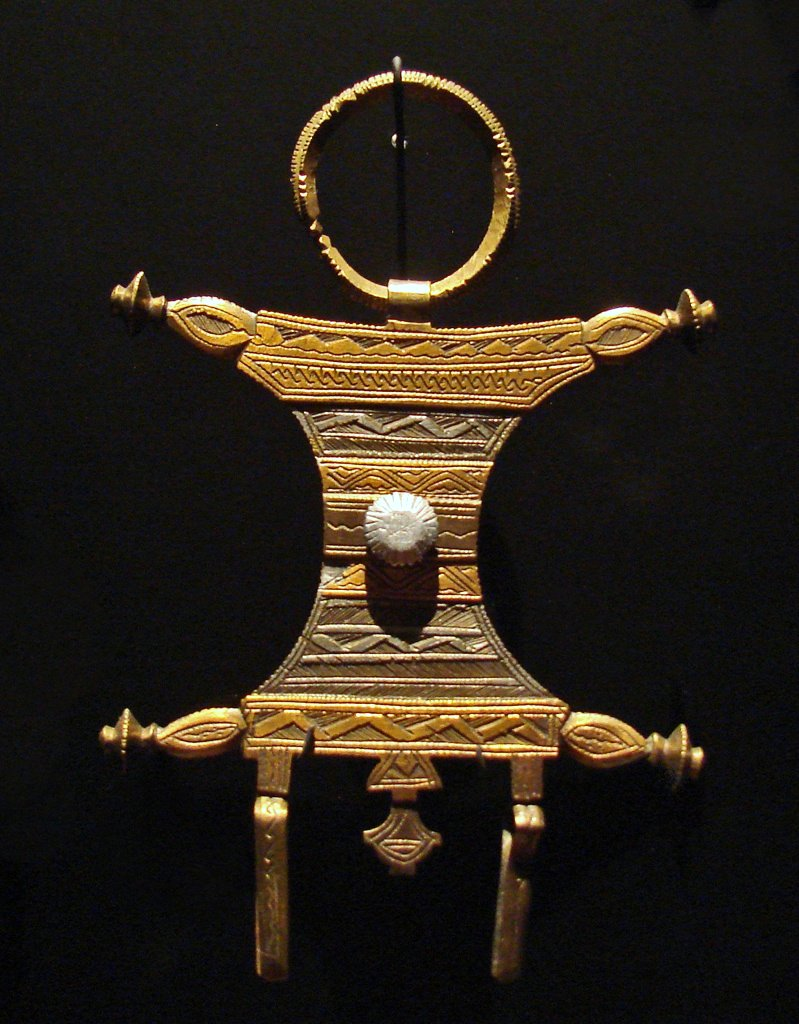
Šperk Tuaregů (Alžír)
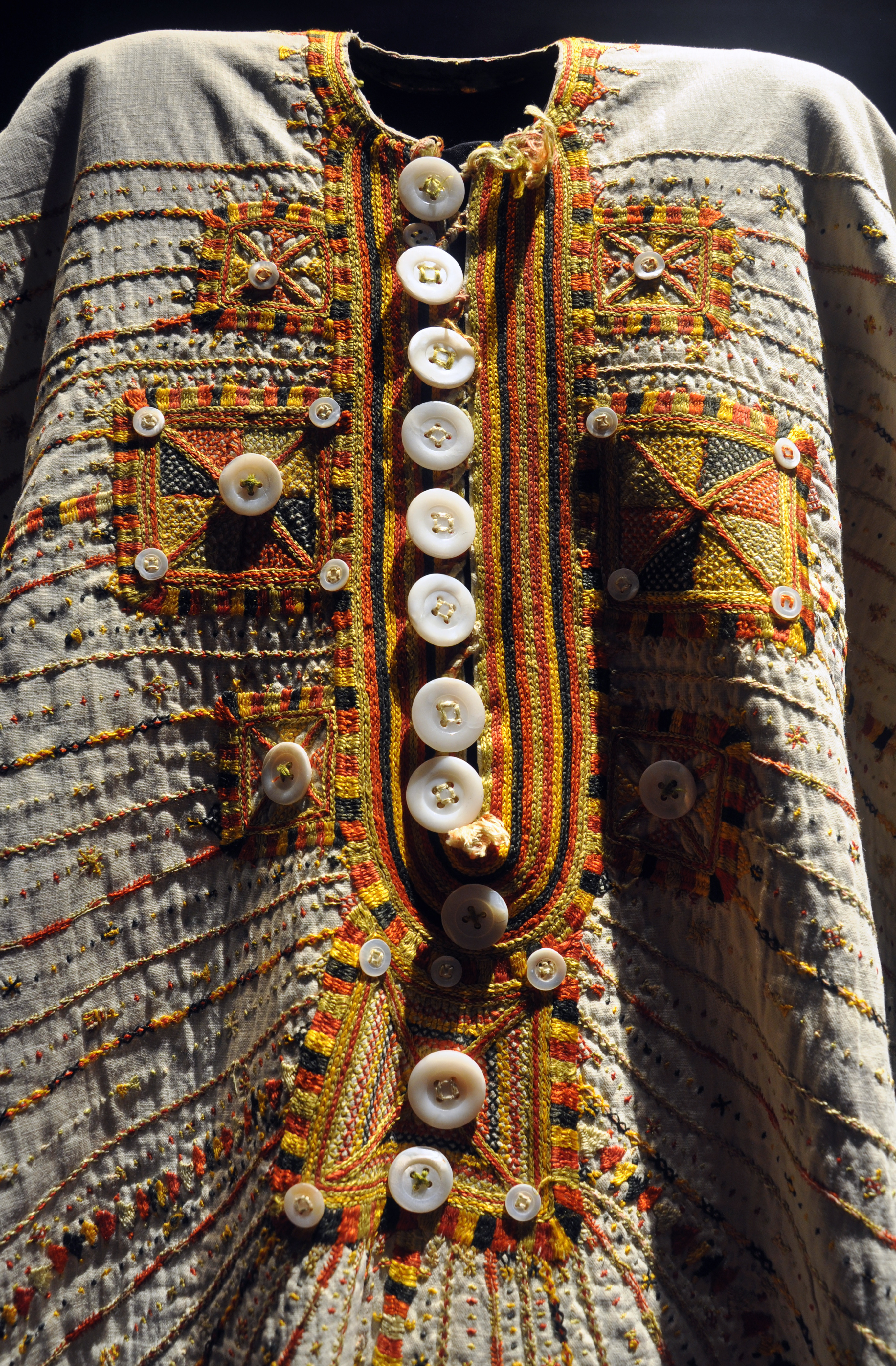
Tunika nevěsty berberů (Égypt)
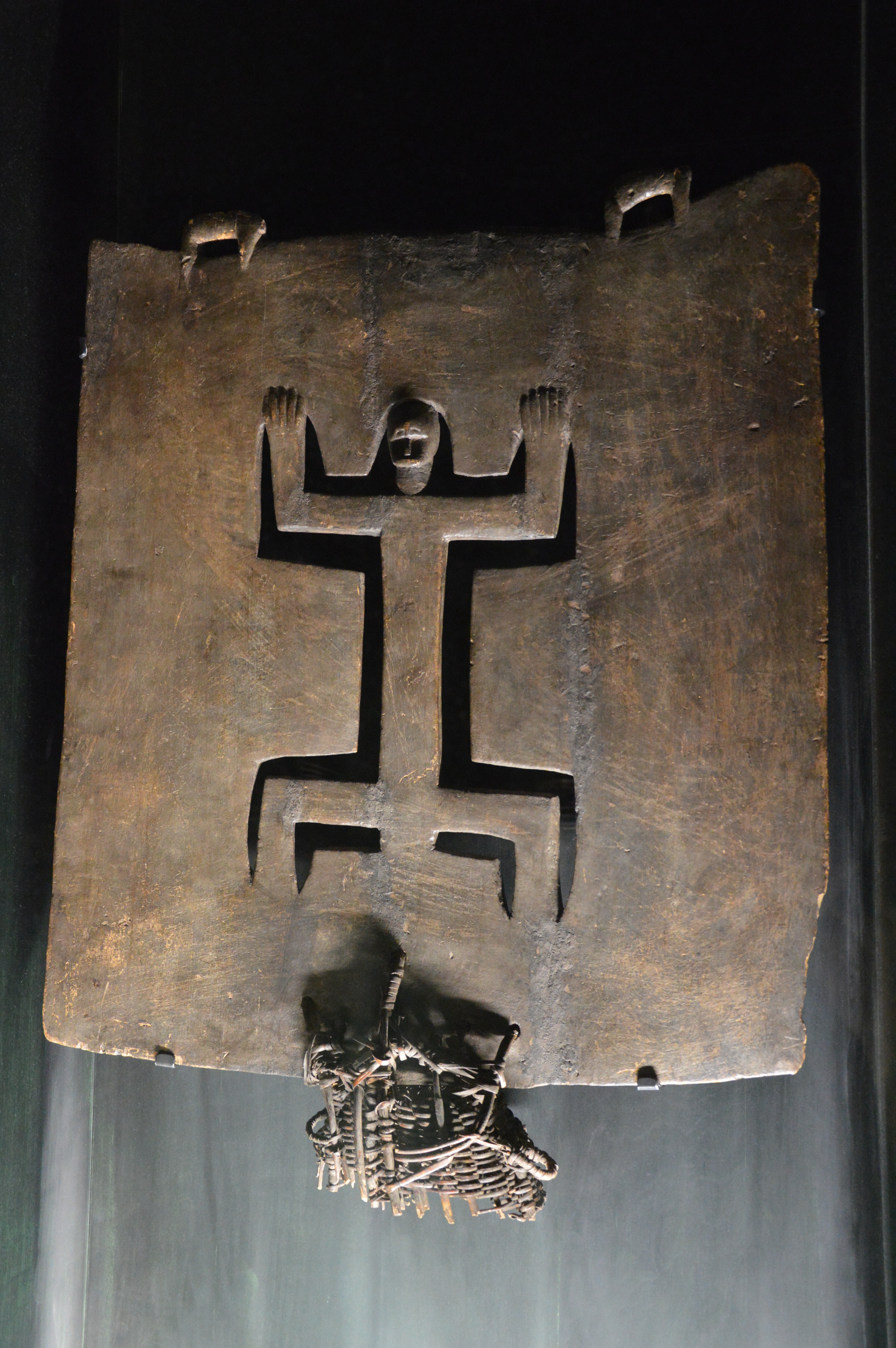
Štít k iniciaci (Pobřeží slonoviny)
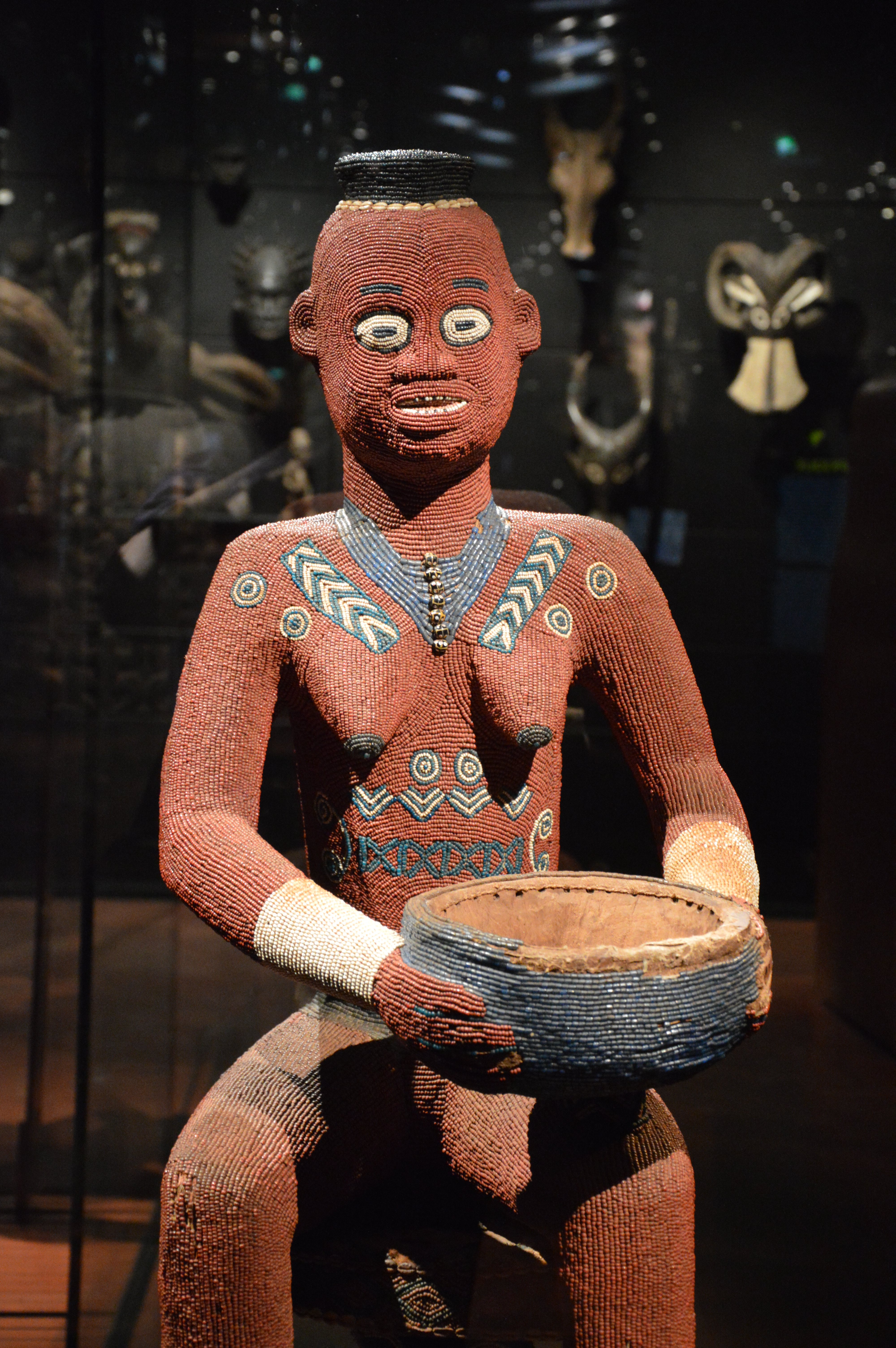
Královna (Kamerun)
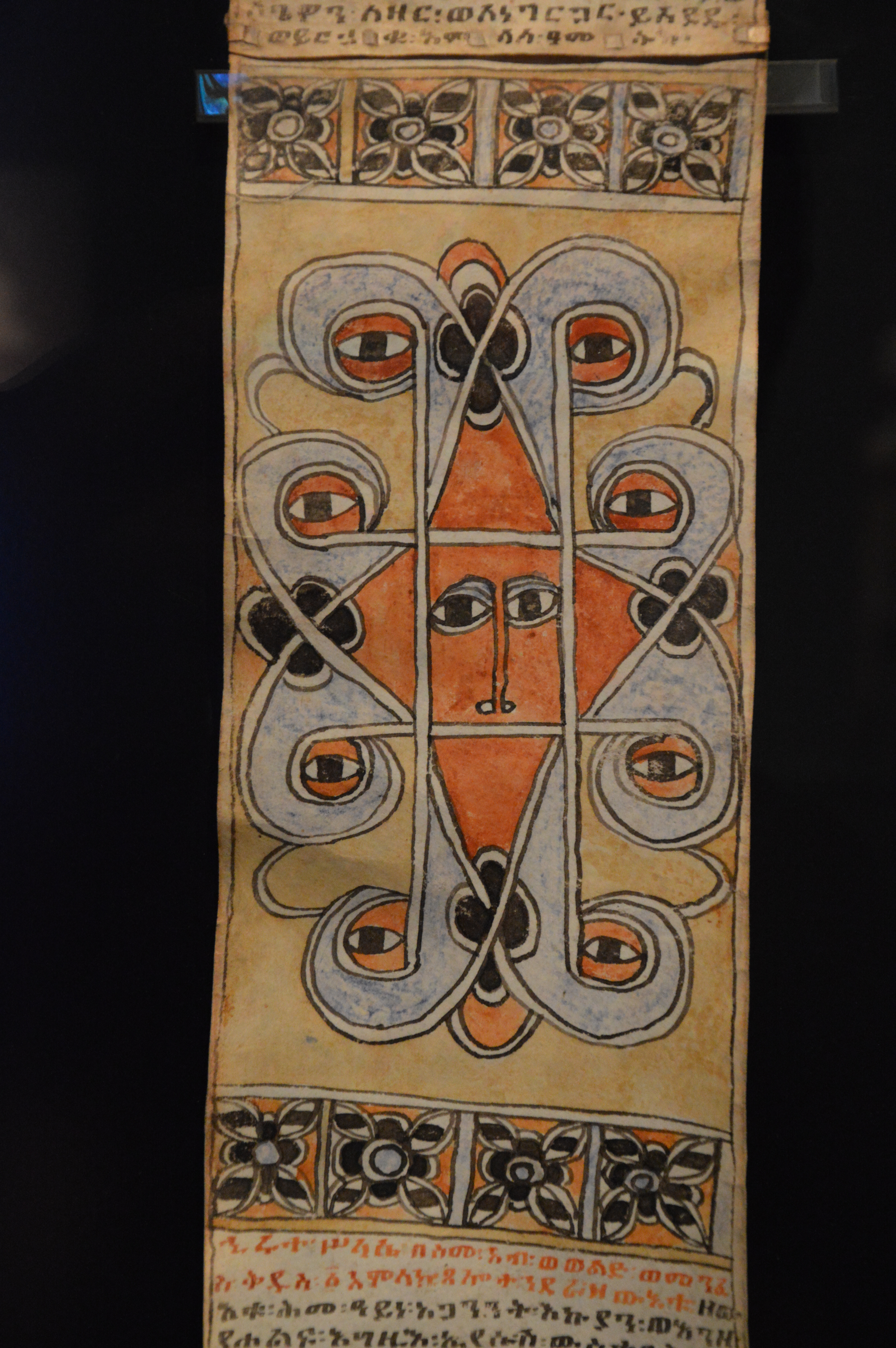
Talisman (Etiopie)
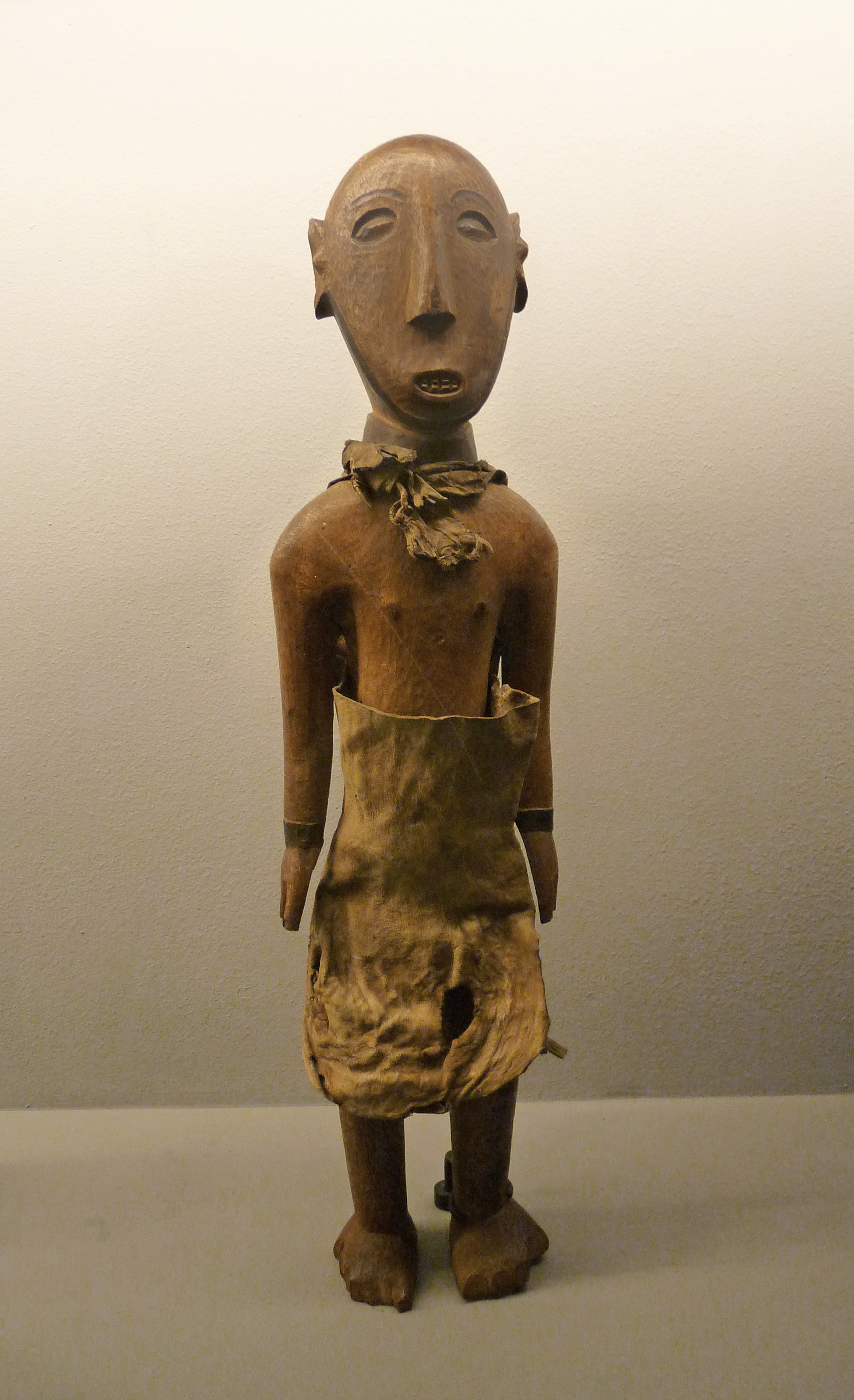
Soška muže (Mozambik)
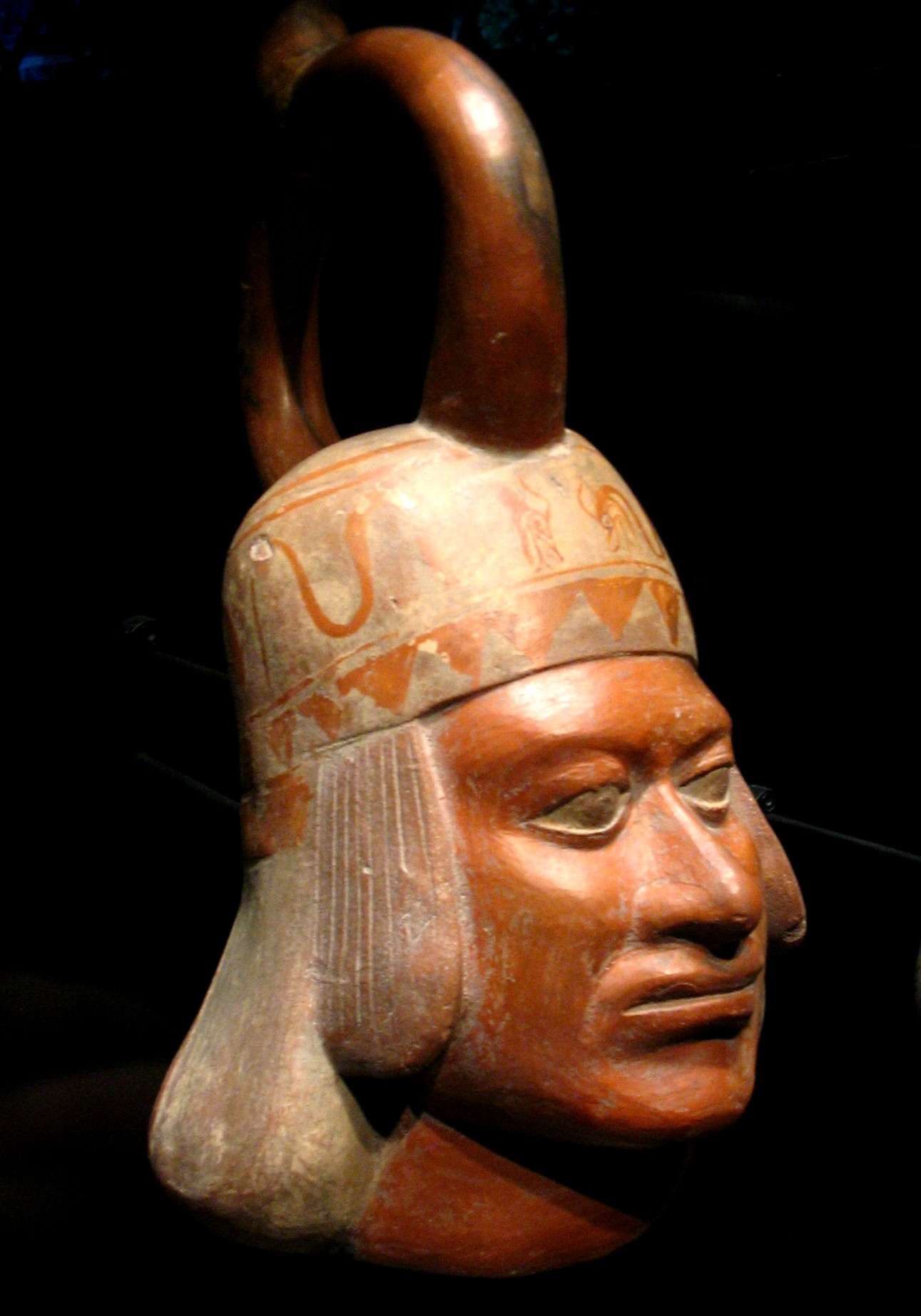
Portrétní váza (Peru)
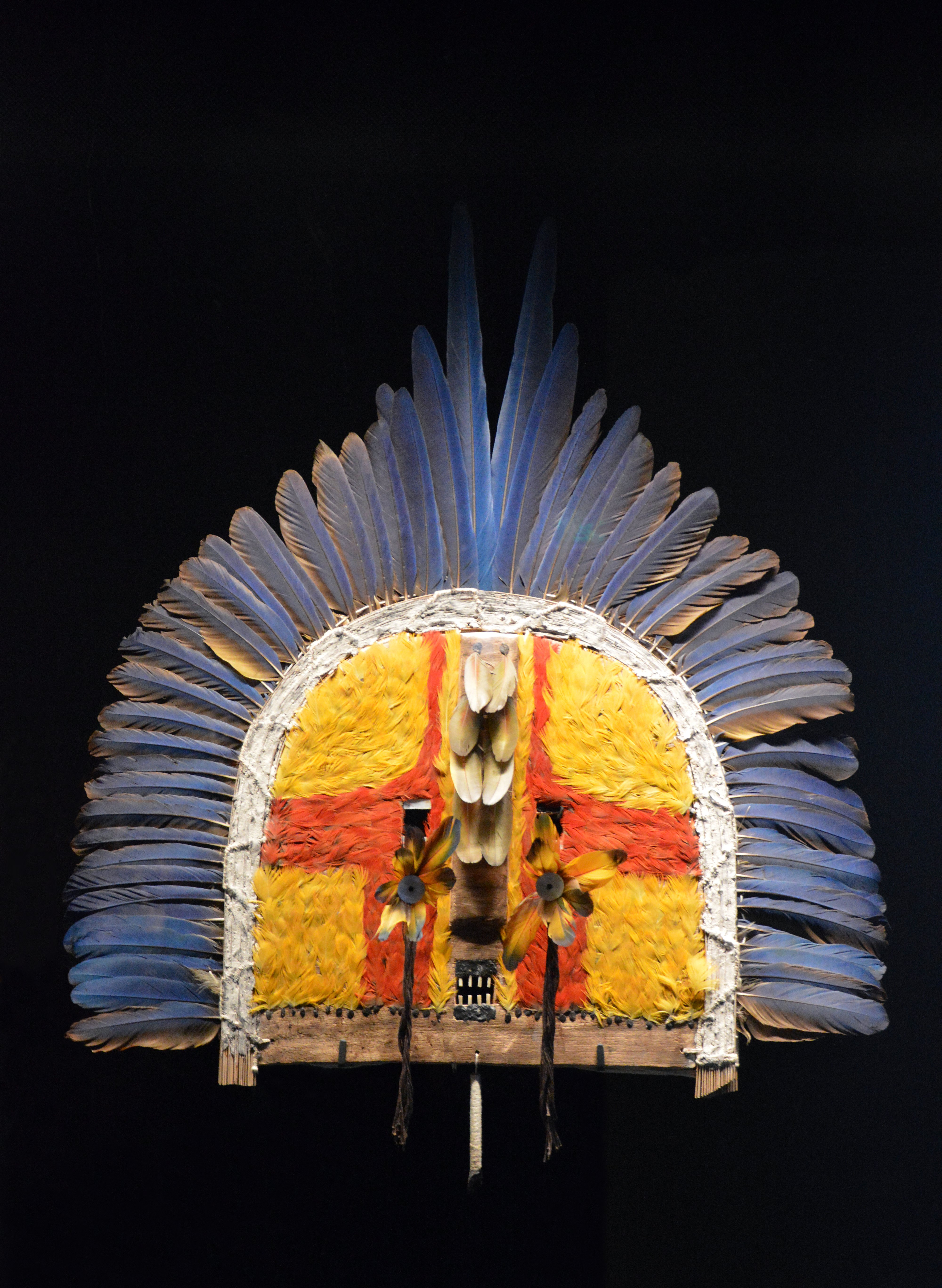
Maska (Brazílie)
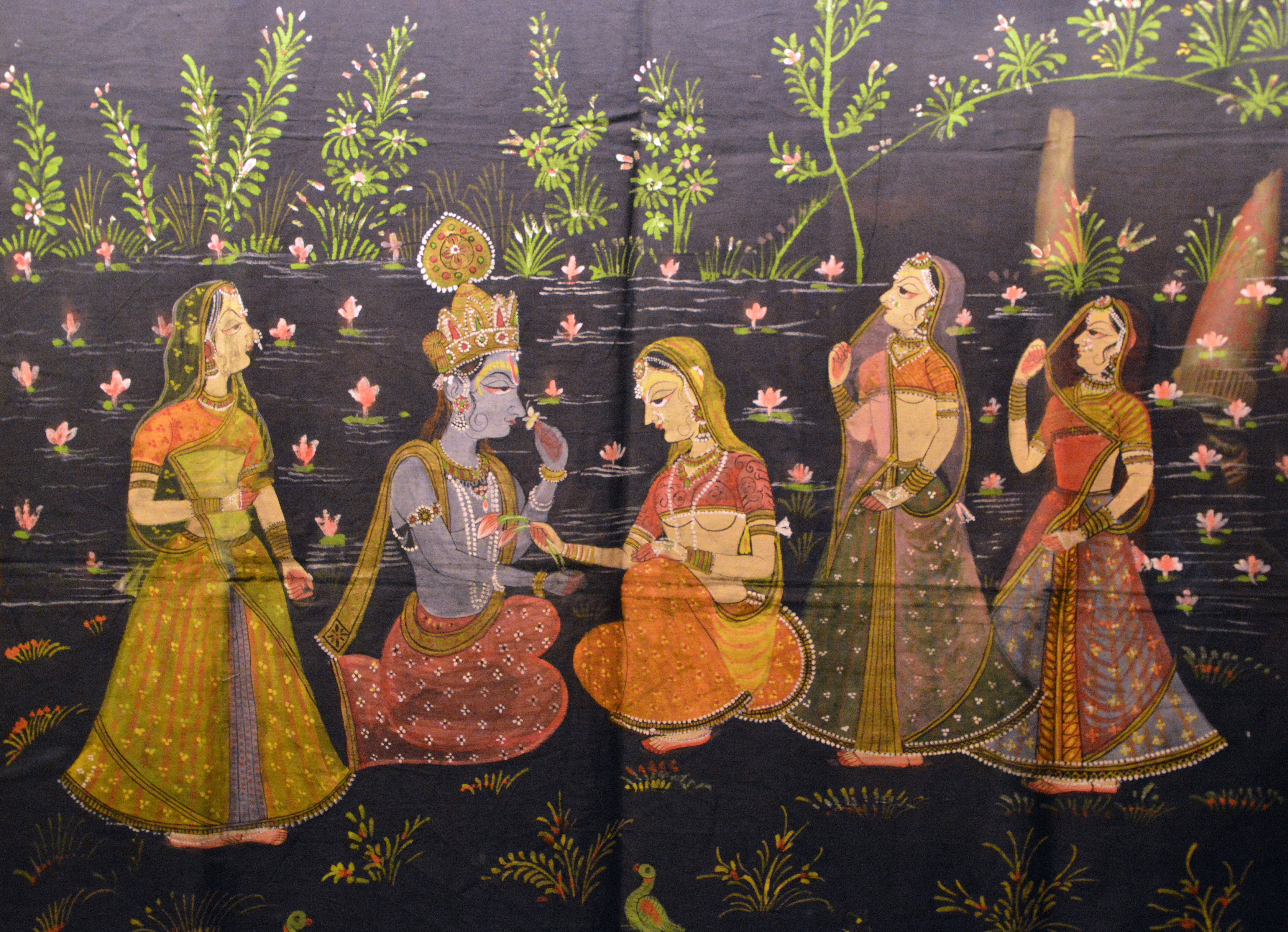
Krišna s družkami (Indie)
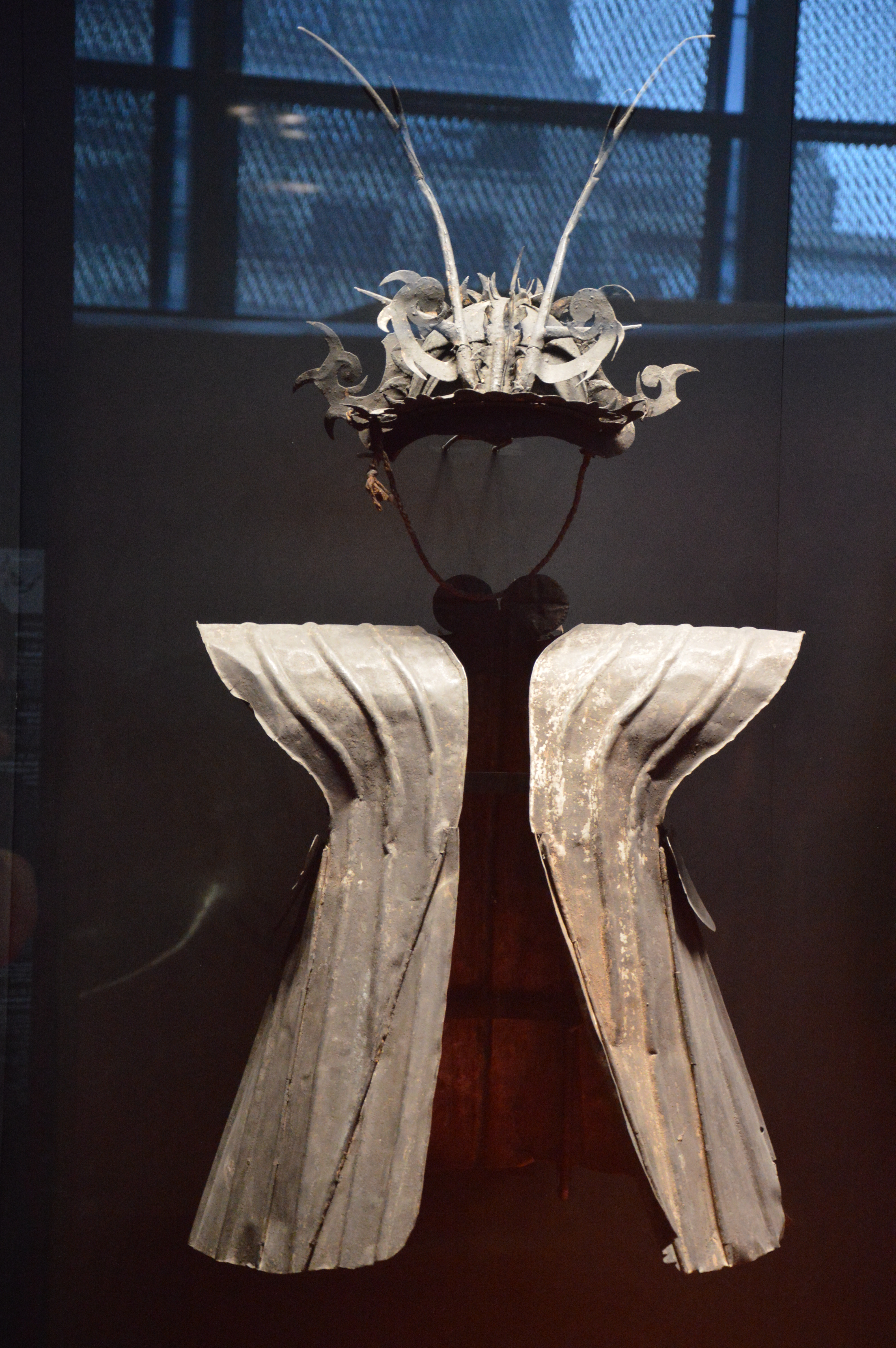
Zbroj (Indonésie)
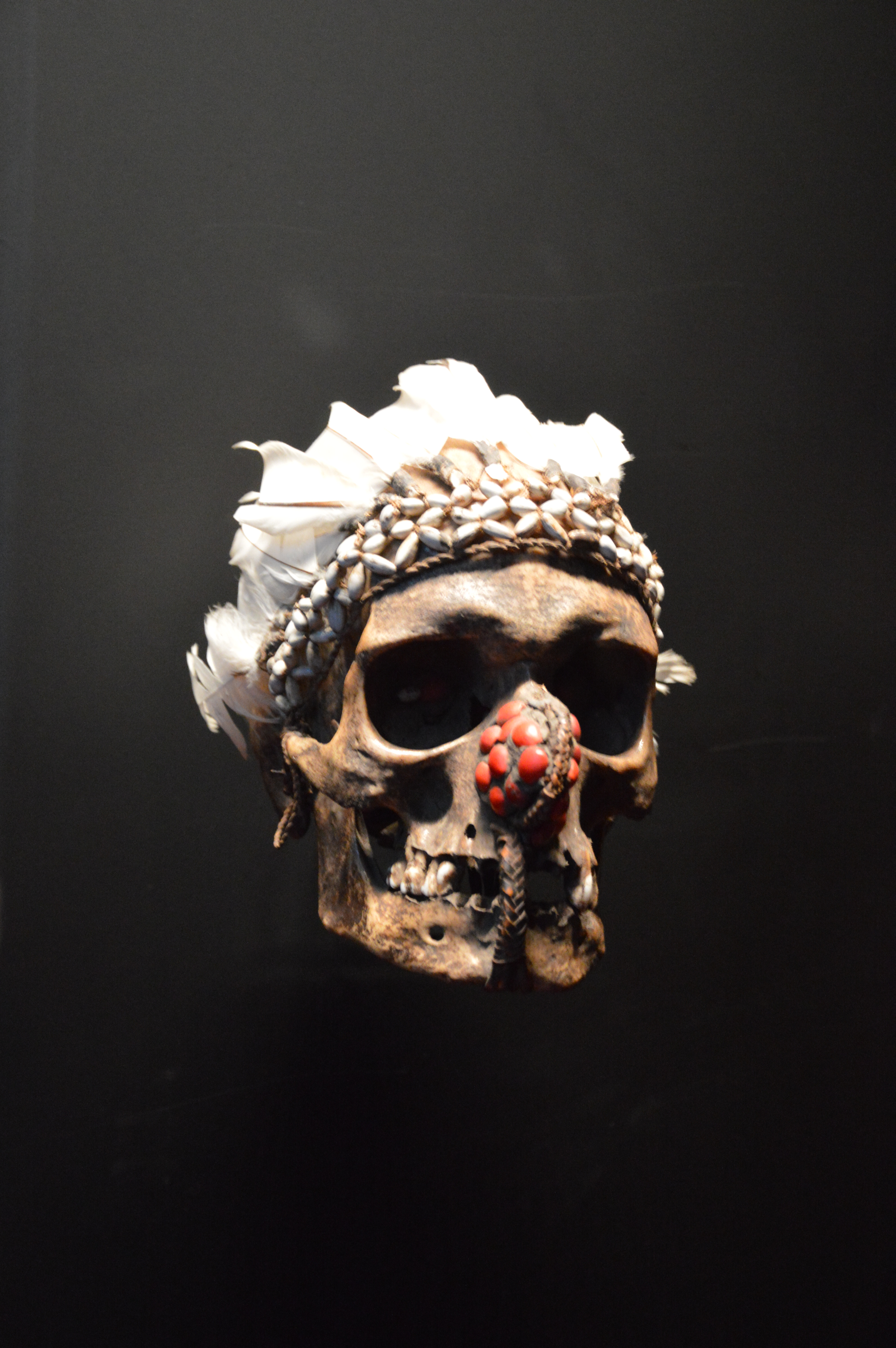
Lebka předka rodu (Indonésie)
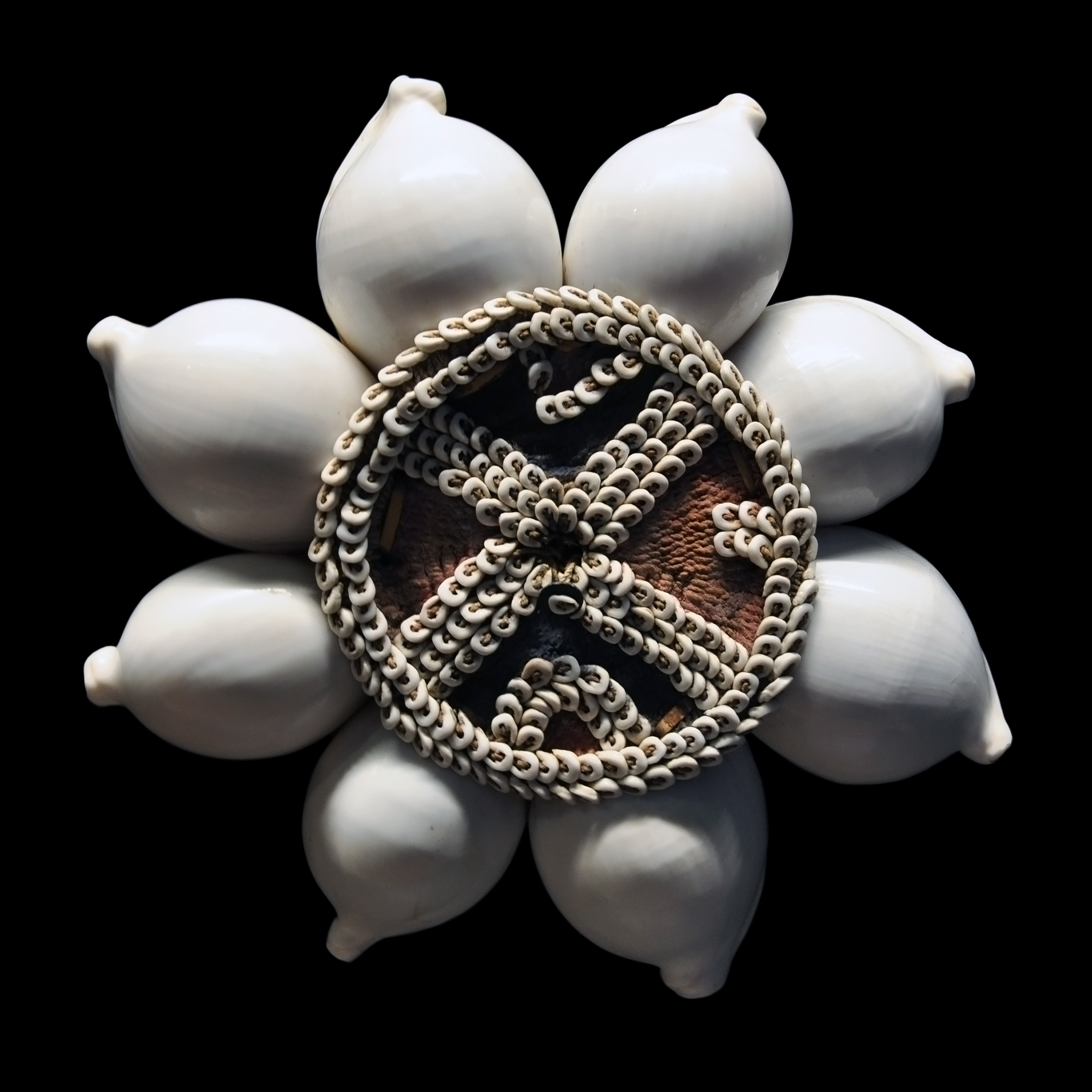
Nákrčník (Papua Nová Guinea)
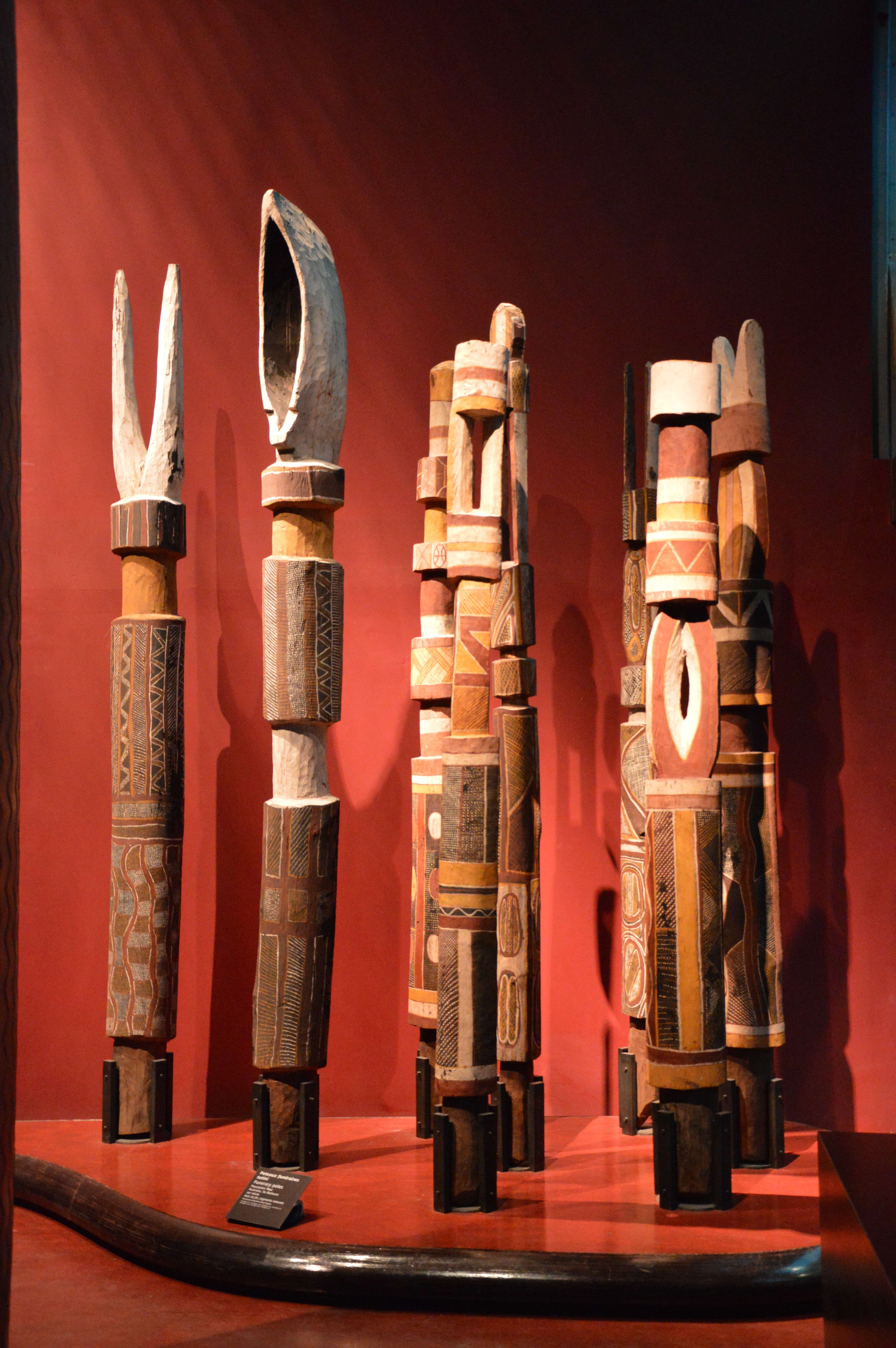
Pohřební nástroje (Austrálie)
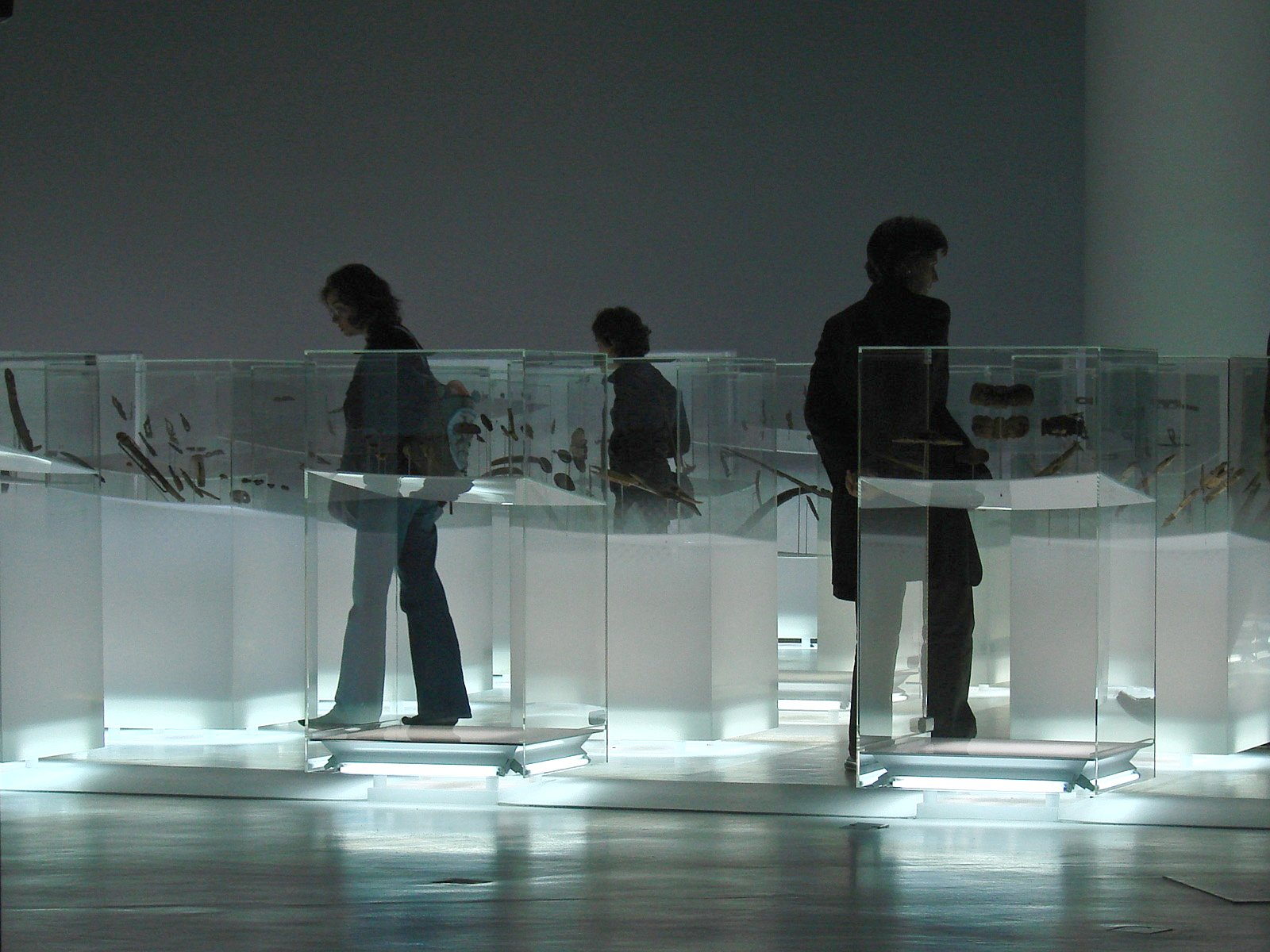
Sál Arktidy